# Lucio Volusio Saturnino (console 3)
Lucio Volusio Saturnino (in latino Lucius Volusius Saturninus; 38/37 a.C. – Roma, 56) è stato un senatore e politico romano che ricoprì diversi incarichi al servizio dell'imperatore.
Attirò l'attenzione dei suoi contemporanei per la sua lunga vita: morì all'età di 93 anni, avendo generato un figlio all'età di 62 anni..

## Biografia

### Origini famigliari ed adolescenza
Figlio di Lucio Volusio Saturnino, cugino dell'imperatore Tiberio, e Nonia Polla, figlia di Lucio Nonio Asprenate, console nel 36 a.C. Aveva una sorella di nome Volusia Saturnina che era la madre dell'imperatrice Lollia Paulina, moglie dell'imperatore Caligola.

### Carriera politica
La sua carriera è conosciuta per tre iscrizioni ritrovate presso la città di Nona, nell'attuale Croazia.. Queste iscrizioni documentano tutti gli incarichi che ricoprì dopo essere stato nominato console tranne uno: l'ultimo incarico è noto grazie ad altre fonti letterarie.
Fu eletto console per il nundinium da luglio a dicembre del 3 d.C., insieme a Publio Silius. Era membro di due collegi sacerdotali romani: il sodales Augustales ed il sodales Titii. Era un legatus pro praetore o governatore di due province non meglio specificate, una durante il regno di Augusto (che termina quindi prima del 14 dC), l'altra sotto il regno di Tiberio (14-37); non era infatti in uso nei primi anni del Principato indicare la provincia governata.
Fu governatore della provincia romana di Dalmatia per un lungo periodo grazie all'imperatore Tiberio che aveva l'abitudine di prolungare il mandato dei suoi governatori: Publio Cornelio Dolabella fu nominato governatore della Dalmazia nell'anno 14 e invece del termine dei soliti tre anni, rimase in carica fino al 19 o 20 d.C., quando Saturnino lo sostituì. A sua volta, gli fu prolungato il suo mandato come governatore, secondo Ronald Syme, fino "nel regno di Caligola". L'altra provincia è stata identificata nella Galazia.
Dopo il suo ritorno a Roma, ottenne il titolo religioso di Augure, l'ultimo titolo registrato sulle iscrizioni dalmate. Altre fonti letterarie riferiscono che nel giro di pochi anni dal rientro a Roma fu nominato anche prefetto, carica che mantenne fino alla morte.

## Reputazione e riconoscimenti postumi
Quando morì all'età di 93 anni, secondo Tacito, aveva accumulato una cospicua fortuna, una reputazione onorevole e, grazie alla sua saggezza, evitò la malvagità di molti imperatori. Nel giorno della sua morte, il Senato, sotto il patrocinio dell'imperatore Nerone, ordinò un funerale di stato e l'erezione di numerose statue in tutta Roma: una in bronzo nel Foro di Augusto, due statue in marmo nel Tempio di Augusto, una statua consolare nel Tempio del Divo Giulio, un'altra sul colle Palatino, una nel cortile di Apollo visibile dalla curia, una statua come Augure, una statua equestre e una statua su una sella curule vicino al Teatro di Pompeo.

## Discendenza
Saturnino sposò l'aristocratica Cornelia Lentula, figlia del console Lucio Cornelio Lentulo. Cornelia diede a Saturnino due figli: Lucio Volusio Saturnino, che divenne pontefice, e Quinto Volusio Saturnino, che divenne console a 56 anni.